# Кайинди (Турара Рискулова район)
Кайинди́ (каз. Қайыңды) — село у складі району Турара Рискулова Жамбильської області Казахстану. Адміністративний центр Кайиндинського сільського округу.
У радянські часи село називалось Каїнди.
Населення — 1138 осіб (2021; 1080 у 2009, 1175 у 1999, 1253 у 1989).